# Coordinamento
Il coordinamento è il procedimento attraverso il quale si riduce in ordine un insieme così da costituire un tutto organico.
Per coordinamento (o coordinazione) si intende la regolazione e gestione di elementi diversi affinché operino tra loro in modo coordinato, ossia integrato ed armonioso, con lo scopo di raggiungere un preciso obiettivo comune, o più d'uno; è il processo di integrare e/o creare collegamenti fra parti differenti di un'organizzazione per conseguire una serie di obiettivi collettivi.
Di conseguenza, all'interno di qualunque struttura organizzata o gruppo sociale, gli individui incaricati di coordinare le risorse (soprattutto quelle umane, ovvero i componenti stessi della struttura) rivestono una grande importanza, poiché le loro scelte possono portare al successo o al mancato raggiungimento degli obiettivi.
Il termine può essere utilizzato in svariati ambiti, tra cui ad esempio quello giuridico, politico, aziendale o videoludico.

## Il coordinamento nel diritto pubblico italiano
L'istituto del coordinamento nell'ordinamento giuridico italiano è presente in molti comparti dell'apparato statale e degli enti periferici dello Stato. Sostanzialmente, esso è il procedimento attraverso il quale un'autorità o un organo sovraordinato, dotato di una propria competenza e responsabilità, dirige, razionalizza e controlla l'operato e l'attività di più organismi consimili destinati ad operare in un medesimo campo. Ne sono un esempio il coordinamento delle forze di polizia ed il coordinamento dei servizi di informazione e sicurezza.